# 衛生動物
衛生動物（えいせいどうぶつ）とは、人の衛生に直接的な害を及ぼす有害動物の総称。ただし、通常はマラリア原虫のような寄生虫のように内部寄生するものは含まない。衛生動物に含まれるのは「外部寄生虫」である。これは衛生動物学が寄生虫学の一分野とみなされる場合があるためである。ただし、カのような吸血性昆虫は寄生虫と見なさないこともある。大学では寄生虫学が衛生動物学を兼ねている場合も多いが、衛生動物学の研究者が少ないため実質的に研究をおこなっている所は少ない。

## 歴史
第二次世界大戦中、日本軍が熱帯地域で活動するためのマラリア等の感染症対策で研究が盛んとなり、戦後も衛生状態が悪かったためカ、ハエ、シラミに関して研究が続き、また東京湾のごみ処理場、いわゆる「夢の島」のハエの問題などは社会的にも大きな問題となったため、盛んに研究が行われた。
しかし、現在の日本では、衛生状態が改善したこと、またそれにより日本国内での衛生動物の媒介する感染症が激減したことから、かつてのような緊急の防除を要するような問題は少ない。
現在の日本における衛生動物に関する対策は、西ナイル熱など海外からの感染症病原体や媒介動物の侵入の監視や、日本脳炎のようにかつて日本で猛威を振るった病気の媒介者の監視等が主となっている。

## 衛生動物の種類
- 感染症を媒介するもの カ、ハエ、ダニ、ネズミなど
- 有毒動物 毒蛇、蜂、毒蛾など
- 不快害虫 ゴキブリ、ユスリカなど

シロアリは、病気を媒介するわけではなく家屋の木材のみを加害する家屋害虫と見なされることが多いため、衛生動物には入れない場合が多い。

## 衛生動物の防除法
- 環境整備
衛生動物の発生、被害を防ぐ最も基本的な方法。清掃、排水、通気などの衛生状態の改善を行う。
- 物理的・機械的防除
網戸、ハエ取り紙などの器具を用いる。環境汚染がなく、生態系を乱す恐れはないが、非効率的。
- 生物学的防除
捕食動物、寄生動物など駆除したい動物の天敵を用いる。例えば、蚊の発生を防ぐために魚類を活用することなどがこれに該当する。環境を汚染しないが、生態系を乱す危険がある。
- 化学的防除
殺虫剤、殺鼠剤、殺貝剤、忌避剤、不妊剤、誘引剤、成長撹乱剤などの薬剤を用いる。即効性があり、労力も少ないが、環境を汚染し、生態系を乱す恐れがある。また、薬剤耐性動物の増加を招くことがある。
- 遺伝的防除

## 関連学会
- 日本衛生動物学会（学会誌名は「衛生動物」である）